# .tz
.tz je internetová národní doména nejvyššího řádu pro Tanzanie.

## Domény druhé úrovně
- .co.tz: komerční využití
- .ac.tz: školy
- .go.tz: parlamení instituce
- .or.tz: neziskové organizace
- .ne.tz: telekomunikační infrastruktura